# Jazz Recital
| Recensione | Giudizio |
| ---------- | -------- |
| AllMusic   | [ 3 ]    |

Jazz Recital è il primo album (come leader) del chitarrista jazz Charlie Byrd, pubblicato dalla Savoy Records nel maggio del 1957.
Nel 1980 l'album fu ristampato con il titolo di First Flight, sempre dalla Savoy Records (codice: SJL 1131), mentre l'edizione su CD fu pubblicata nel 1992 a cura della Denon Records (codice: SV-0192).

## Tracce
Lato A
1. Prelude – 2:59 (Charlie Byrd)
2. My Funny Valentine – 3:34 (Lorenz Hart, Richard Rodgers)
3. Little Girl Blue – 3:42 (Lorenz Hart, Richard Rodgers)
4. My Heart Stood Still – 3:14 (Lorenz Hart, Richard Rodgers)
5. Interlude – 1:26 (Charlie Byrd)

Lato B
1. Spring Is Here – 3:02 (Lorenz Hart, Richard Rodgers)
2. A Foggy Day – 3:33 (Ira Gershwin, George Gershwin)
3. Spanish Guitar Blues – 2:12 (Charlie Byrd)
4. Chuck a Tuck – 4:03 (Tommy Newsom)
5. Homage to Charlie Christian – 3:41 (Charlie Byrd)

## Musicisti
- Charlie Byrd - chitarra
- Tom Newsom - flauto, sassofono tenore
- Al Lucas - contrabbasso
- Bobby Donaldson - batteria[2]